# Nicolaus Binder (Ratsherr)

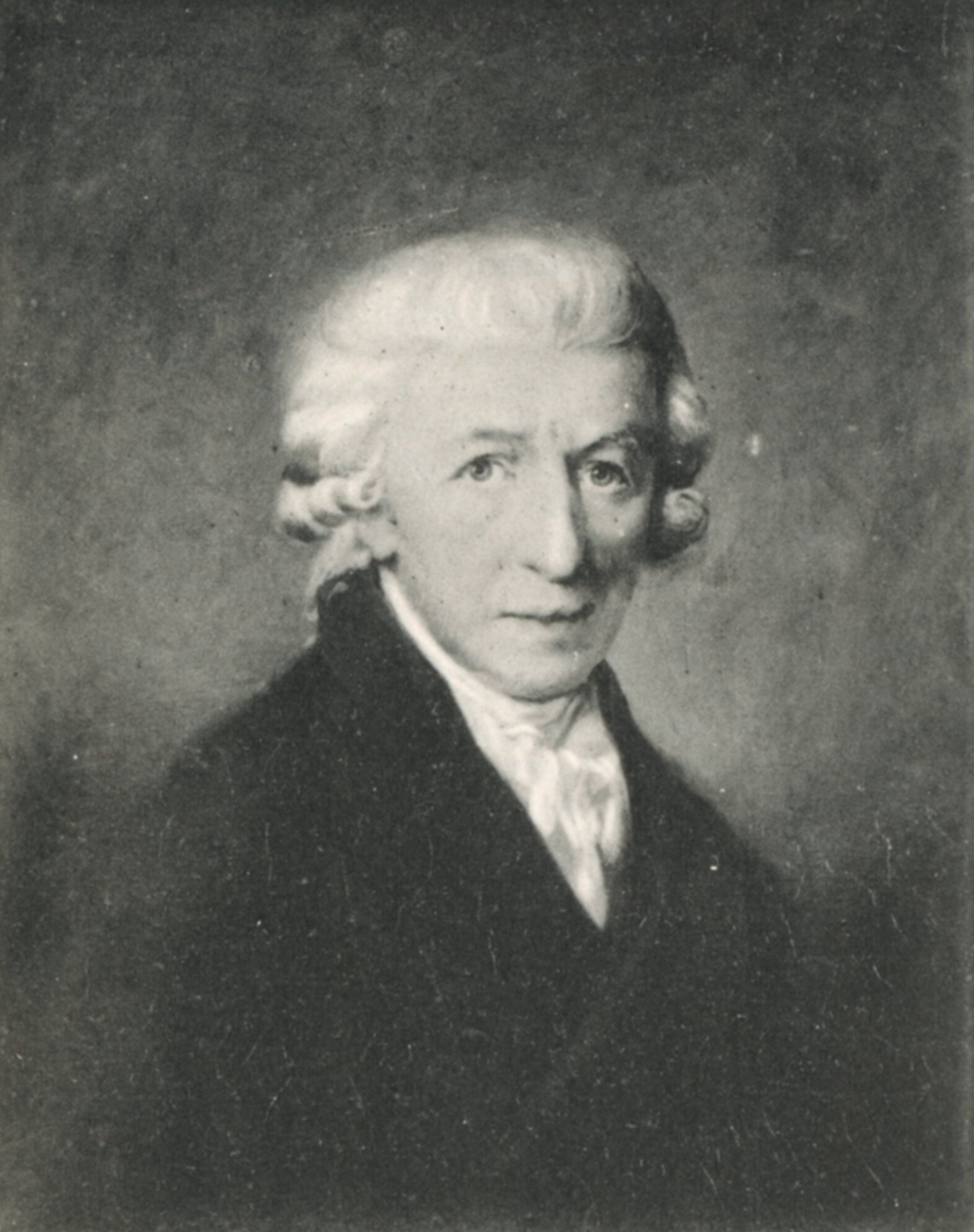
Nicolaus Binder

Nicolaus Binder (* 1738 in Bergedorf; † 15. November 1799  in Lübeck) war Jurist und Ratsherr der Hansestadt Lübeck. 

## Leben
Nicolaus Binder besuchte das Katharineum zu Lübeck, wo er bereits 1755 mit von ihm verfassten Gratulationsschriften hervortrat, und studierte dann in Jena und Göttingen Rechtswissenschaften. In Jena wurde er, wie vor ihm schon Gabriel Christian Lembke (1759), Adolph Friedrich Dehns, Carl Abraham Gütschow und Johann Caspar Lindenberg (1761) 1762 Mitglied der Freimaurerloge Zu den drei Rosen.
Er wurde 1765 in Gießen zum Dr. beider Rechte promoviert und arbeitete danach als Rechtsanwalt in Lübeck. Binder wurde 1795 in den Lübecker Rat erwählt. Sein gleichnamiger Sohn Nicolaus Binder (1786–1865) war ebenfalls promovierter Jurist und wurde zunächst 1809 zunächst Ratssekretär in Lübeck, dann Senator und Bürgermeister in Hamburg.